# Xi Jiang
Lo Hsi (pron. tra /ʃi/ e /sːi/), Fiume dell'Ovest o Xi Jiang (talvolta Sikiang, Xijiang, o semplicemente Xi; cinese: 西江S, XījiāngP, "fiume occidentale"), è un fiume della Cina meridionale, lungo circa 1.930 km.
È il terzo corso d'acqua più lungo della Cina dopo il Fiume Azzurro e il Fiume Giallo. La maggior parte del suo corso è navigabile. Nasce dalla fusione dei fiumi Gui e Xun, la cui confluenza avviene all'altezza della città di Wuzhou e attraversa il Guangxi e il Guangdong.
La successiva confluenza del Fiume dell'Ovest con il Fiume del Nord e il Fiume dell'Est dà vita al Fiume delle Perle, che sfocia in un grande delta nel mar Cinese Meridionale, tra Hong Kong e Macao. Nel bacino dell'estuario si trova la città di Canton (Guangzhou).

## Affluenti
Lo Xi Jiang ha i seguenti affluenti:
- Yu (鬱江)
- Qian (黔江)
- Gui (桂江)
- Lijiang

## Città lungo il suo corso
- Wuzhou (Guangxi)
- Zhaoqing (Guangdong)
- Gaoyao (Guangdong)
- Gaoming (Guangdong)
- Jiangmen (Guangdong)